# Corona Schröter
Pour les articles homonymes, voir Schröter.

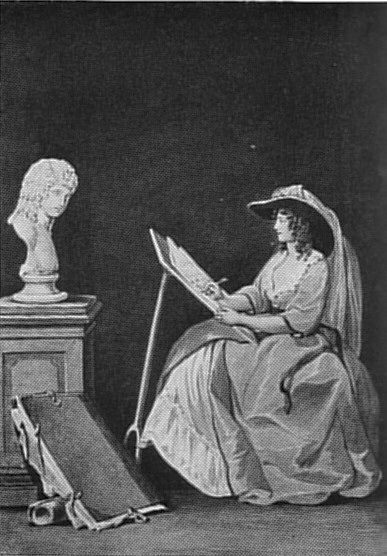
Corona Schröter, dessinant un buste de Johann Wolfgang von Goethe

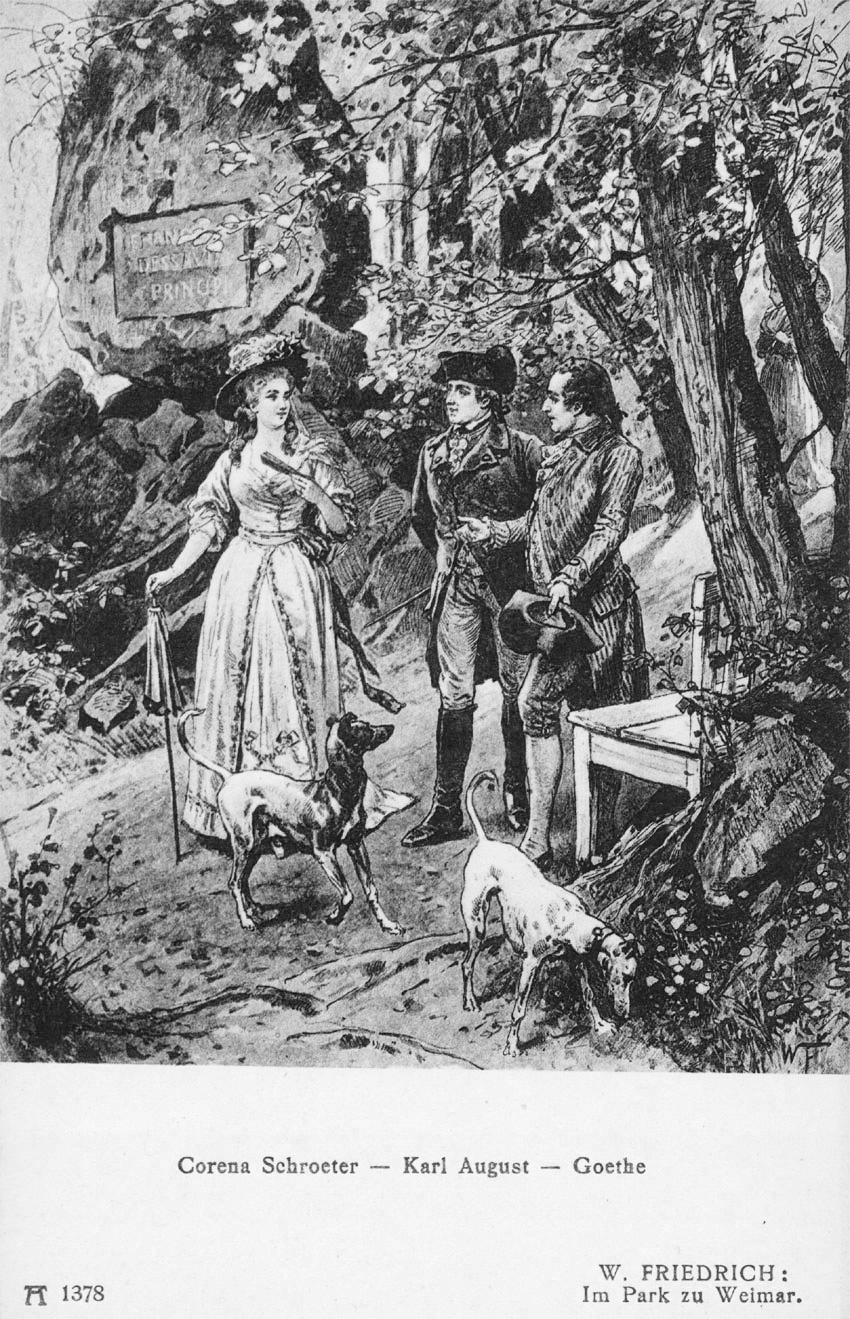
Corona Schröter, Charles-Auguste de Saxe-Weimar-Eisenach, et Johann Wolfgang von Goethe, dans le parc de Weimar

Corona Elisabeth Wilhelmine Schröter (née le 14 janvier 1751 à Guben; † 23 août 1802 à Ilmenau) est une chanteuse, compositrice et actrice saxonne. Elle a composé des lieder, sur des textes de Friedrich Schiller et Johann Wolfgang von Goethe.

## Jeunesse
Corona Schröter est née à Guben. Très jeune, elle a étudié de nombreux instruments, dont le piano et la guitare. Son père, Johann Friedrich Schröter, hautboïste, a été son premier professeur de  musique, ainsi que pour ses trois autres enfants. Les frères de Corona, Johann Samuel et Johann Heinrich, étaient respectivement pianiste et violoniste et sa sœur, Marie-Henriette, était aussi chanteuse. Même si son éducation musicale précoce a contribué à son habileté dans l'interprétation et la composition, la formation vocale initiale de Corona a été préjudiciable à sa voix de chanteuse.
Quand elle avait treize ans, Corona et sa famille ont déménagé à Leipzig. C'est là qu'elle a attiré l'attention du compositeur Johann Adam Hiller (on pense que la femme de Hiller était la marraine de Corona). Hiller, un compositeur d'opéra et de singspiel, était très choqué par le manque d'éducation offert aux femmes. Pour remédier à cela, en 1771, Hiller a ouvert sa propre école. Dans ce cadre mixte, les élèves ont appris une grande variété de disciplines en relation avec la musique, comme le solfège, la diction, l'italien et le piano. Corona Schröter a progressé en tant que chanteuse, et a ainsi amélioré sa technique vocale. Corona est devenue une très bonne chanteuse, et a été souvent comparée à sa camarade et rivale, Gertrud Schmeling (Madame Mara) dans la série des « Grosse Konzerte » de Hiller. La voix de Schröter n'était pas aussi puissante que celle de Schmeling, en raison de son manque de formation initiale. Cependant, elle avait une intensité que ses admirateurs considéraient comme sans égale.

## Weimar
Au cours de son séjour à l'école de Hiller, Corona Schröter s'est liée d'amitié avec Johann Wolfgang von Goethe, et quand il a déménagé à Weimar en 1775, il l'a emmenée en tant que chanteuse de la cour de la duchesse Anna Amalia. Elle a joué pour la première fois à la cour le 23 novembre 1776. Cependant, alors qu'elle était engagée en tant que chanteuse, Corona s'est impliquée dans le théâtre amateur de la cour, participant au moins à dix-huit productions, dont beaucoup ont été écrites par Goethe lui-même. Corona et Goethe ont collaboré à nombre de ses pièces les plus populaires. Il a quelquefois été son partenaire, comme dans la représentation de sa pièce Iphigénie en Tauride en 1779. Le singspiel de Goethe Die Fischerin a été particulièrement important pour Schröter. Elle a non seulement joué dans le rôle principal de Dortchen, mais a également composé la musique de scène pour la pièce, y compris le célèbre lied d'ouverture Der Erlkönig (1782), qui est très différent de la version composée par Franz Schubert plus de 30 ans plus tard. Naturellement, la version de Schröter est plus proche de la tradition de l'ancien style classique du lied proche du style de Zelter que la version romantique de Schubert. Corona a également joué dans le drame de Goethe Proserpine où elle a attiré la foule pour son « travail de soliste virtuose ».
Corona et Goethe ont travaillé en étroite collaboration pour des œuvres qui ont été représentées au théâtre de Weimar et qui ont été publiées par leurs libraires personnels entre 1776-1782.
Lorsque le théâtre amateur de la cour a été remplacé par des comédiens professionnels en 1783, elle a continué à chanter et à jouer de manière occasionnelle. Elle a également commencé à enseigner le chant et a appris l'écriture et l'art. Elle s'est retirée officiellement de toute toute présence à la scène en 1788. Au cours de ces années, elle s'est liée d'amitié avec Friedrich Schiller, dont elle a mis plus tard les poèmes en musique. Ces lieder sont malheureusement perdus, comme le sont ses deux drames, des centaines d'airs et de duos, et une autobiographie donnée à Goethe en 1778. Cependant, deux recueils de lieder ont été publiés par elle, le premier en 1786, suivi d'un autre en 1794, recueils qui nous sont parvenus. Le premier recueil, qui contient sa mise en musique de « Der Erlkönig » pour la pièce de Goethe, était plus populaire que le second, probablement en raison de sa nature simple ; le second contenait de nombreuses chansons en français et en italien. Ces deux recueils de lieder sont parmi les premières publications faites par une femme. Lorsque le premier recueil a paru, Schröter a commenté ce travail :
« J'ai dû surmonter beaucoup d'hésitations avant de sérieusement prendre la décision de publier un recueil de court poèmes que j'ai accompagnés de mélodies. Un certain sentiment de bienséance et de morale est attaché à notre sexe, qui ne nous permet pas de paraître seule en public, et sans appuis : ainsi, comment puis-je présenter autrement, mon œuvre musicale au public, qu'en éprouvant une grande timidité ? Les opinions favorables et l'encouragement de quelques personnes ... peuvent facilement être inspirées par la pitié. Le travail de toute femme, d'ailleurs, sera en effet à même de susciter la pitié dans une certaine mesure aux yeux des autres experts. »
Elle a passé les huit dernières années de sa vie à enseigner le théâtre et le chant. Cependant, des problèmes pulmonaires et respiratoires l'ont forcée à se déplacer de Leipzig à Ilmenau avec son amie de longue date Wilhemine Probst en 1801. Son état était si grave qu'elle ne se remit jamais et mourut un an plus tard.